# Cabera unicolorata
Cabera unicolorata är en fjärilsart som beskrevs av Teich 1892. Cabera unicolorata ingår i släktet Cabera och familjen mätare. Inga underarter finns listade i Catalogue of Life.